# Campeonato da Europa de Atletismo de 2016
A 23ª edição do Campeonato da Europa de Atletismo foi realizado de 6 de julho a 10 de julho de 2016 no Estádio Olímpico de Amsterdã, em Amesterdão, nos Países Baixos. Foram disputadas 44 provas com 1.329 atletas de 50 nacionalidades.  Foi a primeira vez que os Países Baixos sedia o campeonato.
Devido 2016 ser um ano olímpico, não houve prova de rua e a competição da maratona foi substituída pela meia maratona.  A equipe russa não participou do evento, devido à suspensão da Federação Atlética da Rússia por parte da Associação Internacional de Federações de Atletismo. No entanto, Yuliya Stepanova foi individualmente habilitada pela IAAF para competir como atleta independente. Participou do campeonato europeu sob a bandeira da Associação Europeia de Atletismo.

## Resultados

### Masculino
| Evento                         | Ouro                                                                        | Ouro       | Prata                                                                        | Prata    | Bronze                                                                           | Bronze   |
| 100 metros detalhes            | Países Baixos · Churandy Martina                                            | 10.07      | Turquia · Jak Ali Harvey                                                     | 10.07    | França · Jimmy Vicaut                                                            | 10.08    |
| 200 metros detalhes            | Espanha · Bruno Hortelano                                                   | 20.45      | Turquia · Ramil Guliyev                                                      | 20.51    | Reino Unido · Daniel Talbot                                                      | 20.56    |
| 400 metros detalhes            | Reino Unido · Martyn Rooney                                                 | 45.29      | Chéquia · Pavel Maslák                                                       | 45.36    | Países Baixos · Liemarvin Bonevacia                                              | 45.41    |
| 800 metros detalhes            | Polónia · Adam Kszczot                                                      | 1:45.18    | Polónia · Marcin Lewandowski                                                 | 1:45.54  | Reino Unido · Elliot Giles                                                       | 1:45.54  |
| 1500 metros detalhes           | Noruega · Filip Ingebrigtsen                                                | 3:46.65    | Espanha · David Bustos                                                       | 3:46.90  | Noruega · Henrik Ingebrigtsen                                                    | 3:47.18  |
| 5000 metros detalhes           | Espanha · Ilias Fifa                                                        | 13:40.85   | Espanha · Adel Mechaal                                                       | 13:40.85 | Alemanha · Richard Ringer                                                        | 13:40.85 |
| 10000 metros detalhes          | Turquia · Polat Kemboi Arıkan                                               | 28:18.52   | Turquia · Ali Kaya                                                           | 28:21.42 | Espanha · Antonio Abadía                                                         | 28:26.07 |
| Meia maratona detalhes         | Suíça · Tadesse Abraham                                                     | 1:02:03    | Turquia · Kaan Kigen Özbilen                                                 | 1:02:27  | Itália · Daniele Meucci                                                          | 1:02:38  |
| 110 m barreiras detalhes       | França · Dimitri Bascou                                                     | 13.25      | Hungria · Balázs Baji                                                        | 13.28    | França · Wilhem Belocian                                                         | 13.33    |
| 400 m barreiras detalhes       | Turquia · Yasmani Copello                                                   | 48.98      | Espanha · Sérgio Fernández                                                   | 49.06    | Suíça · Kariem Hussein                                                           | 49.10    |
| 3000 m obstáculos detalhes     | França · Mahiedine Mekhissi-Benabbad                                        | 8:25.63    | Turquia · Aras Kaya                                                          | 8:29.91  | França · Yoann Kowal                                                             | 8:30.79  |
| Revezamento 4x100m detalhes    | Reino Unido · James Dasaolu · Adam Gemili · James Ellington · Chijindu Ujah | 38.17      | França · Marvin René · Stuart Dutamby · Mickael-Meba Zeze · Jimmy Vicaut     | 38.38    | Alemanha · Julian Reus · Sven Knipphals · Roy Schmidt · Lucas Jakubczyk          | 38.47    |
| Revezamento 4x400m detalhes    | Bélgica · Julien Watrin · Jonathan Borlée · Dylan Borlée · Kévin Borlée     | 3:01:10 EL | Polónia · Rafał Omelko · Kacper Kozłowski · Łukasz Krawczuk · Jakub Krzewina | 3:01:18  | Reino Unido · Rabah Yousif · Delano Williams · Jack Green · Matthew Hudson-Smith | 3:01:44  |
| Salto em altura detalhes       | Itália · Gianmarco Tamberi                                                  | 2.32       | Reino Unido · Robbie Grabarz                                                 | 2.29     | Reino Unido · Chris Baker Alemanha · Eike Onnen                                  | 2.29     |
| Salto com vara detalhes        | Polónia · Robert Sobera                                                     | 5.60       | Chéquia · Jan Kudlička                                                       | 5.60     | Eslovênia · Robert Renner                                                        | 5.50     |
| Salto em distância detalhes    | Reino Unido · Greg Rutherford                                               | 8.25       | Suécia · Michel Tornéus                                                      | 8.21     | Países Baixos · Ignisious Gaisah                                                 | 7.93     |
| Salto triplo detalhes          | Alemanha · Max Hess                                                         | 17.20 EL   | Polónia · Karol Hoffmann                                                     | 17.16    | Reino Unido · Julian Reid                                                        | 16.76    |
| Arremesso de peso detalhes     | Alemanha · David Storl                                                      | 21.31 EL   | Polónia · Michał Haratyk                                                     | 21.19    | Portugal · Tsanko Arnaudov                                                       | 20.59    |
| Lançamento de disco detalhes   | Polónia · Piotr Małachowski                                                 | 67.06      | Bélgica · Philip Milanov                                                     | 65.71    | Estónia · Gerd Kanter                                                            | 65.27    |
| Lançamento de dardo detalhes   | Letônia · Zigismunds Sirmais                                                | 86.66      | Chéquia · Vítězslav Veselý                                                   | 83.59    | Finlândia · Antti Ruuskanen                                                      | 82.44    |
| Lançamento de martelo detalhes | Polónia · Paweł Fajdek                                                      | 80.93      | Bielorrússia · Ivan Tikhon                                                   | 78.84    | Polónia · Wojciech Nowicki                                                       | 77.53    |
| Decatlo detalhes               | Bélgica · Thomas Van der Plaetsen                                           | 8218       | Chéquia · Adam Helcelet                                                      | 8157     | Sérvia · Mihail Dudaš                                                            | 8153     |

### Feminino
| Evento                         | Ouro                                                                               | Ouro              | Prata                                                                         | Prata    | Bronze                                                                                    | Bronze   |
| 100 metros detalhes            | Países Baixos · Dafne Schippers                                                    | 10.90             | Bulgária · Ivet Lalova-Collio                                                 | 11.20    | Suíça · Mujinga Kambundji                                                                 | 11.25    |
| 200 metros detalhes            | Reino Unido · Dina Asher-Smith                                                     | 22.37             | Bulgária · Ivet Lalova-Collio                                                 | 22.52    | Alemanha · Gina Lückenkemper                                                              | 22.74    |
| 400 metros detalhes            | Itália · Libania Grenot                                                            | 50.73             | França · Floria Gueï                                                          | 51.21    | Reino Unido · Anyika Onuora                                                               | 51.47    |
| 800 metros detalhes            | Ucrânia · Nataliya Pryshchepa                                                      | 1:59.70           | França · Rénelle Lamote                                                       | 2:00.19  | Suécia · Lovisa Lindh                                                                     | 2:00.37  |
| 1500 metros detalhes           | Polónia · Angelika Cichocka                                                        | 4:33.00           | Países Baixos · Sifan Hassan                                                  | 4:33.76  | Irlanda · Ciara Mageean                                                                   | 4:33.78  |
| 5000 metros detalhes           | Turquia · Yasemin Can                                                              | 15:18.15          | Suécia · Meraf Bahta                                                          | 15:20.54 | Reino Unido · Stephanie Twell                                                             | 15:20.70 |
| 10000 metros detalhes          | Turquia · Yasemin Can                                                              | 31:12.86 EL, EU23 | Portugal · Dulce Félix                                                        | 31:19.03 | Noruega · Karoline Bjerkeli Grøvdal                                                       | 31:23.45 |
| Meia maratona detalhes         | Portugal · Sara Moreira                                                            | 1:10:19           | Itália · Veronica Inglese                                                     | 1:10:35  | Portugal · Jéssica Augusto                                                                | 1:10:55  |
| 100 m barreiras detalhes       | Alemanha · Cindy Roleder                                                           | 12.62 EL          | Bielorrússia · Alina Talay                                                    | 12.68    | Reino Unido · Tiffany Porter                                                              | 12.76    |
| 400 m barreiras detalhes       | Dinamarca · Sara Slott Petersen                                                    | 55.12             | Polónia · Joanna Linkiewicz                                                   | 55.33    | Suíça · Lea Sprunger                                                                      | 55.41    |
| 3000 m obstáculos detalhes     | Alemanha · Gesa-Felicitas Krause                                                   | 9:18.85 EL        | Albânia · Luiza Gega                                                          | 9:28.52  | Turquia · Özlem Kaya                                                                      | 9:35.05  |
| Revezamento 4x100m detalhes    | Países Baixos · Jamile Samuel · Dafne Schippers · Tessa van Schagen · Naomi Sedney | 42.04             | Reino Unido · Asha Philip · Dina Asher-Smith · Bianca Williams · Daryll Neita | 42.45    | Alemanha · Tatjana Pinto · Lisa Mayer · Gina Luckenkemper · Rebekka Haase                 | 42.48    |
| Revezamento 4x400m detalhes    | Reino Unido · Emily Diamond · Anyika Onuora · Eilidh Doyle · Seren Bundy-Davies    | 3:25.05           | França · Phara Anacharsis · Brigitte Ntiamoah · Marie Gayot · Floria Guei     | 3:25.96  | Itália · Maria Benedicta Chigbolu · Maria Enrica Spacca · Chiara Bazzoni · Libania Grenot | 3:27.49  |
| Salto em altura detalhes       | Espanha · Ruth Beitia                                                              | 1.98              | Bulgária · Mirela Demireva Lituânia · Airinė Palšytė                          | 1.961.96 |                                                                                           |          |
| Salto com vara detalhes        | Grécia · Ekaterini Stefanidi                                                       | 4.81              | Alemanha · Lisa Ryzih                                                         | 4.70     | Suécia · Angelica Bengtsson                                                               | 4.65     |
| Salto em distância detalhes    | Sérvia · Ivana Španović                                                            | 6.94              | Reino Unido · Jazmin Sawyers                                                  | 6.86     | Alemanha · Malaika Mihambo                                                                | 6.65     |
| Salto triplo detalhes          | Portugal · Patricia Mamona                                                         | 14.58             | Israel · Hanna Minenko                                                        | 14.51    | Grécia · Paraskevi Papachristou                                                           | 14.47    |
| Arremesso de peso detalhes     | Alemanha · Christina Schwanitz                                                     | 20.17 EL          | Hungria · Anita Márton                                                        | 18.72    | Turquia · Emel Dereli                                                                     | 18.22    |
| Lançamento de disco detalhes   | Croácia · Sandra Perković                                                          | 69.97             | Alemanha · Julia Fischer                                                      | 65.77    | Alemanha · Shanice Craft                                                                  | 63.89    |
| Lançamento de dardo detalhes   | Bielorrússia · Tatsiana Khaladovich                                                | 66.34             | Alemanha · Linda Stahl                                                        | 65.25    | Croácia · Sara Kolak                                                                      | 63.50    |
| Lançamento de martelo detalhes | Polónia · Anita Włodarczyk                                                         | 78.14             | Alemanha · Betty Heidler                                                      | 75.77    | Azerbaijão · Hanna Skydan                                                                 | 73.83    |
| Heptatlo detalhes              | Países Baixos · Anouk Vetter                                                       | 6626              | França · Antoinette Nana Djimou                                               | 6458     | Áustria · Ivona Dadic                                                                     | 6408     |

## Quadro de medalhas
| Ordem | País          | Medalha de ouro | Medalha de prata | Medalha de bronze | Total |
| ----- | ------------- | --------------- | ---------------- | ----------------- | ----- |
| 1     | Polónia       | 6               | 5                | 1                 | 12    |
| 2     | Alemanha      | 5               | 4                | 7                 | 16    |
| 3     | Reino Unido   | 5               | 3                | 8                 | 16    |
| 4     | Turquia       | 4               | 5                | 3                 | 12    |
| 5     | Países Baixos | 4               | 1                | 2                 | 7     |
| 6     | Espanha       | 3               | 4                | 1                 | 8     |
| 7     | Portugal      | 3               | 1                | 2                 | 6     |
| 8     | França        | 2               | 5                | 3                 | 10    |
| 9     | Itália        | 2               | 2                | 3                 | 7     |
| 10    | Bélgica       | 2               | 1                | 0                 | 3     |
| 11    | Suíça         | 2               | 0                | 3                 | 5     |
| 12    | Bielorrússia  | 1               | 2                | 0                 | 3     |
| 13    | Noruega       | 1               | 0                | 2                 | 3     |
| 14    | Croácia       | 1               | 0                | 1                 | 2     |
| 14    | Grécia        | 1               | 0                | 1                 | 2     |
| 14    | Sérvia        | 1               | 0                | 1                 | 2     |
| 17    | Dinamarca     | 1               | 0                | 0                 | 1     |
| 17    | Letônia       | 1               | 0                | 0                 | 1     |
| 17    | Ucrânia       | 1               | 0                | 0                 | 1     |
| 20    | Chéquia       | 0               | 4                | 0                 | 4     |
| 21    | Bulgária      | 0               | 3                | 0                 | 3     |
| 22    | Suécia        | 0               | 2                | 2                 | 4     |
| 23    | Hungria       | 0               | 2                | 0                 | 2     |
| 24    | Albânia       | 0               | 1                | 0                 | 1     |
| 24    | Israel        | 0               | 1                | 0                 | 1     |
| 24    | Lituânia      | 0               | 1                | 0                 | 1     |
| 27    | Áustria       | 0               | 0                | 1                 | 1     |
| 27    | Azerbaijão    | 0               | 0                | 1                 | 1     |
| 27    | Eslovênia     | 0               | 0                | 1                 | 1     |
| 27    | Estónia       | 0               | 0                | 1                 | 1     |
| 27    | Finlândia     | 0               | 0                | 1                 | 1     |
| 27    | Irlanda       | 0               | 0                | 1                 | 1     |
|       | TOTAL         | 46              | 47               | 46                | 139   |

## Participantes
Atletas de um total de 50 federações membro da Associação Europeia de Atletismo estão competindo nesse Campeonato. Rússia, suspensa, não participou. A EAA aceitou a participação da atleta russo Yuliya Stepanova como atleta neutro independente. 
- Albânia (2)
- Andorra (3)
- Armênia (3)
- Áustria (15)
- Azerbaijão (5)
- Bielorrússia (39)
- Bélgica (30)
- Bósnia e Herzegovina (5)
- Bulgária (17)
- Croácia (11)
- Chipre (14)
- Chéquia (46)
- Dinamarca (12)
- Estónia (23)
- Finlândia (36)
- França (60)
- Geórgia (2)
- Alemanha (96)
- Gibraltar (2)
- Reino Unido (85)
- Grécia (35)
- Hungria (29)
- Atletas Independentes (AEA) (1)
- Islândia (5)
- Irlanda (38)
- Israel (17)
- Itália (73)
- Kosovo (2)
- Letônia (16)
- Liechtenstein (1)
- Lituânia (19)
- Luxemburgo (2)
- Macedônia do Norte (1)
- Malta (2)
- Moldávia (8)
- Mónaco (1)
- Montenegro (4)
- Países Baixos (52)(anfitrião)
- Noruega (48)
- Polónia (67)
- Portugal (32)
- Roménia (22)
- San Marino (1)
- Sérvia (9)
- Eslováquia (21)
- Eslovênia (18)
- Espanha (75)
- Suécia (57)
- Suíça  (44)
- Turquia (44)
- Ucrânia (81)

Legenda
| Recorde mundial       | Recorde mundial (World record)               |                       | Recorde africano                      | Recorde africano (African) |                                           | Q | Classificado por posição (Qualified) |
| Recorde do campeonato | Recorde do campeonato (Championship record)  | Recorde da América    | Recorde da América (Americas)         | q                          | Classificado por melhor tempo (Qualified) |   |                                      |
| Melhor marca do ano   | Melhor marca do ano (World leading)          | Recorde asiático      | Recorde asiático (Asian)              | DNS                        | Não largou (Did not start)                |   |                                      |
| Recorde nacional      | Recorde nacional (National record)           | Recorde europeu       | Recorde europeu (European)            | DNF                        | Não terminou (Did not finish)             |   |                                      |
| Recorde pessoal       | Recorde pessoal do atleta (Personal best)    | Recorde da Oceania    | Recorde da Oceania (Oceania)          | DSQ / DQ                   | Desclassificado (Disqualified)            |   |                                      |
| Recorde da temporada  | Recorde da temporada do atleta (Season best) | Recorde sul-americano | Recorde sul-americano (South America) | NM                         | Sem marca (No mark)                       |   |                                      |